# HD 11506
HD 11506은 고래자리에 있는 K형 주계열성이다. 지구에서의 거리는 175.5광년이며 겉보기 등급은 +8이다.

## 행성계
2007년 4월 10일 슈퍼목성 HD 11506 b이 발견되었다. N2K 컨소시엄을 통해 시선 속도법을 이용하여 발견했다. 데브라 피셔가 이 행성의 발견을 공식적으로 표명했다.